# Johann Holwein
Johann Holwein (* um 1615 in Wolfenbüttel; † 1681 in Schleswig) war ein deutscher Buchdrucker.

## Leben und Wirken
Johann Holwein war ein Sohn des Buchdruckers und Formschneiders Elias Holwein (* 1579 in Wolfenbüttel; begraben am 18. August 1659 in Stade) und dessen erster Ehefrau Anna, die vor 1629 starb. Er hatte zwei Halbbrüder namens Andreas (1631–1727) und Caspar (1639–1717), die in Stade als Buchdrucker tätig waren. Der Vater lebte seit 1628 in Celle und zog 1651 nach Stade.
Johann Holwein verbrachte Kindheit und Jugend in Wolfenbüttel und Stade und lernte bei seinem Vater Formschneiderei und das Buchdruckerhandwerk. Gemäß einigen Quellen wurde er um 1625 geboren, was jedoch nicht möglich scheint, da sein Vater 1636 mit der Regierung des Herzogs von Braunschweig-Lüneburg(-Calenberg) Verhandlungen begann, in denen er darum bat, in der neuen Residenzstadt Hannover eine fürstliche Buchdruckerei eröffnen zu dürfen. Die Offizin in Celle sollte sein Sohn übernehmen, der zu diesem Zeitpunkt sicherlich schon Geselle war. Elias Holwein verlegte 1639 tatsächlich die herzogliche Ordnung des Hofgerichts in Hannover, stellte den Betrieb dort jedoch wenig später ein. Anschließend arbeitete er in Celle. 1651 gründete er eine neue Druckerei in Stade und vermachte die Celler Drucker nicht seinem Sohn Johann, sondern dem jüngeren Andreas Holwein.
Johann Holwein selbst ist ab 1650 in Schleswig nachzuweisen, wo der Hofbuchdrucker Jacob zur Glocken seit 1649 Teile seiner praktischen Arbeit abgab. Seit diesem Jahr nannten die Titelblätter Valentin Kuhn als sogenannten „Faktor“, der wohl die Werkstatt leitete. Kuhn zog 1650 nach Norwegen und Holwein übernahm dessen Position. Jacob zur Glocken wurde in der Folgezeit bis 1655 als Verleger Schleswiger Drucke genannt, Holwein übernahm in der Zwischenzeit den Druck der Werke. Texte nennen als Übernahmezeitpunkt das Jahr 1654, wofür jedoch ein wirklicher Nachweis fehlt. Tatsächlich wurde er erst vier Jahre später zum Hofbuchdrucker bestallt.
Holwein war verheiratet mit einer Frau unbekannten Namens. Das Ehepaar hatte vier Kinder, darunter Johann (begraben am 7. November 1738 in Schleswig), der in Schleswig als Buchdrucker arbeitete.

## Werke
Eine Bibliographie von Philipp Marschall Mitchell enthält die einzig bekannte komplette Übersicht aller deutschsprachigen Werke, die Holwein schuf. Da die Nachfrage nach lateinischen Drucken zu dieser Zeit hier geringer war als an anderen Orten, ist davon auszugehen, dass Holwein nicht viel lateinische Werke druckte. Er arbeitete mit landesherrlichen Mandaten und erstellte für den Hof politische Streitschriften, die nie ein Impressum hatten. Hinzu kamen Gelegenheitsgedichte und Leichenpredigten. Zu seinen wichtigsten Auftraggebern gehörte Adam Olearius.
Holwein gestaltete Olearius’ zweite, bearbeitete und ergänzte Ausgabe von Reiseberichten nach Russland und Persien und die folgenden Auflagen der Jahre 1656, 1661, 1663 und 1671. Hinzu kamen die damit inhaltlich verwandten Reisebeschreibungen von Johann Albrecht von Mandelsloh, die Olearius 1658 herausgab, sowie Berichte von Jürgen Andersen und Volquard Iversen aus dem Jahr 1669.
1654 druckte Holwein die Übersetzung des ursprünglich persischen „Gulistan“, 1662 einen Bericht über die Bestattungszeremonien Friedrich III. Im Jahr 1663 erstellte er den „Kurtzen Begriff einer Holsteinischen Chronic“, die die Historie des Landes seit Christian I. enthielt.
Olearius beschaffte für die Herzogenwitwe Maria Elisabeth eine drei Bände umfassende Übersetzung der Bibel, die Holwein 1664 vervielfältigte. Holwein selbst gab im Folgejahr eine Agende der Landeskirche und 1666 die Darstellung der „Gottorffische[n] Kunst-Cammer“ heraus. Maria Elisabeth bat um geistliche Werke mit großen Lettern, woraufhin ihr Hofprediger Theodor Petraeus († 1672) das Noten enthaltende Husumer Hofgesangsbuch beschaffte (Druck: 1676). Auch das 1663 geschaffene „Psalter Davids“, gedruckt 1663 im Quartformat, stand damit vermutlich in Zusammenhang.
Für den Hofbeamten Levin Claus Moltke druckte Holwein die lateinischen Werke „Conclave“ über die Papstwahl von 1655 und die philosophische Trostschrift „Consolatio Socratis“ (1659). Zum Teil sehr umfangreiche kontroverstheologische Werke erstellte er für Johannes Reinboth. Weitere theologische Arbeiten stammten von Pastoren, insbesondere aus dem Gottorfer Anteil des Schleswiger Herzogtums, darunter zwei Ausgaben der „Nordfriesischen Chronik“ von Anton Heimreich und 1670 das Landrecht von Nordstrand.
Das wichtigste von Holwein gedruckte Werk stellt vermutlich die umfangreiche Beschreibung des Landes von Caspar Danckwerth und Johannes Mejer dar. Das Titelblatt der Schrift trägt jedoch weder Ort noch Druckerei.
Die Hofbuchdruckerei aus Gottorf erreichte während Holweins Schaffenszeit ihre maximale Produktivität. Die Drucker beherrschten den Notensatz und verfügten über arabische Lettern. Insbesondere die Werke von Olearius, die viele Kupferstiche aufweisen, waren aufwändig. Da Olearius die notwendigen Kupferpressen in seinem Haus aufbewahrte, musste er ständig mit Holwein kooperieren. Dabei kam es mitunter zu Konflikten. So beschwerte sich Olearius bei dem Herzog über die Drucker, die andere Arbeiten den seinen vorzögen und „mein werck liegen laßen“, es „zum offtern etliche Tage außsetzen, dem Sauffen nachgehen und also die druckerey ledig-stehen lassen.“

## Fortgang der Druckerei
Holwein arbeitete offensichtlich bis Lebensende als Drucker. Bis 1681 ist auf den Titelblättern der Schleswiger Druckerei kein weiterer Drucker zu finden. Er hatte einen Gesellen namens Lorentz Eckstorff, der 1690 eine Tochter Holweins heiratete. Nach Holweins Tod führte er die Druckerei weiter. Eckstorff starb 1703 in jungen Jahren. Sein Sohn Johann übernahm danach den Betrieb, schuf aber wie der Vater keine bedeutenden Werke.